# Дубина (річка)
Дубина — річка в Україні, в Гайсинському районі Вінницької області, ліва притока Собу (басейн Південного Бугу).

## Опис
Довжина річки - 5 км., площа басейну - 13,4 км².

## Розташування
Бере початок на північному заході від Розівки. Тече переважно на північний схід через Жерденівку (раніше поруч також було село Дубина) і на південному сході від Крутогорбу впадає у річку Соб, ліву притоку Південного Бугу за 11 км. від гирла.